# براندون سنايدر
براندون سنايدر (بالإنجليزية: Brandon Snyder) هو لاعب كرة قاعدة أمريكي، ولد في 23 نوفمبر 1986 في وادي لاس فيغاس في الولايات المتحدة.

## وصلات خارجية
- براندون سنايدر على موقع دوري كرة القاعدة الرئيسي (الإنجليزية)
- براندون سنايدر على موقعبيزبول رفرنس.كوم (الدوري الرئيسي) (الإنجليزية)
- براندون سنايدر على موقعبيزبول رفرنس.كوم (الدوري الثانوي) (الإنجليزية)
- براندون سنايدر على موقع إي إس بي إن.كوم (أم.أل.بي) (الإنجليزية)
- براندون سنايدر على موقع مشجعي الرسوم البيانية (الإنجليزية)